# Сантисима (Порденоне)
Сантисима је насеље у Италији у округу Порденоне, региону Фурланија-Јулијска крајина.
Према процени из 2011. у насељу је живело 62 становника. Насеље се налази на надморској висини од 40 м.